# اقامتگاه رسمی نخست‌وزیر (ژاپن)
اقامتگاه رسمی نخست‌وزیر ژاپن محل کار و اقامت نخست‌وزیر ژاپن است. که به آن Sōri Daijin Kantei (総理大臣官邸)، Shushō Kantei (首相官邸) یا Kantei (官邸) می‌گویند.
ساختمان در ناگاتاچو، چیودا-کو، توکیو به صورت مورب در مجاورت ساختمان دایت ملی قرار دارد. ساختمان قبلی که در سال ۱۹۲۹ ساخته شده بود، در آوریل ۲۰۰۲ با محل اقامت جدید جایگزین شد. محل اقامت قبلی اکنون به عنوان Sōri Kōtei، محل مسکونی نخست‌وزیر شناخته می‌شود. اصطلاح Kantei به عنوان مترادف برای دفتر نخست‌وزیر ژاپن و به‌طور کلی برای مشاوران و دولت نخست‌وزیر استفاده می‌شود.
علاوه بر این که ساختمان، اقامتگاه و دفتر اصلی نخست‌وزیر محسوب می‌شود، دبیر کابینه و معاونین کابینه وظایف روزانه خود را در این ساختمان انجام می‌دهند و مکانی است که جلسات مهم کابینه برگزار می‌شود، همچنین در این اقامتگاه رهبران خارجی مورد استقبال قرار می‌گیرند و محل مرکز مدیریت بحران ملی است.

## نگارخانه

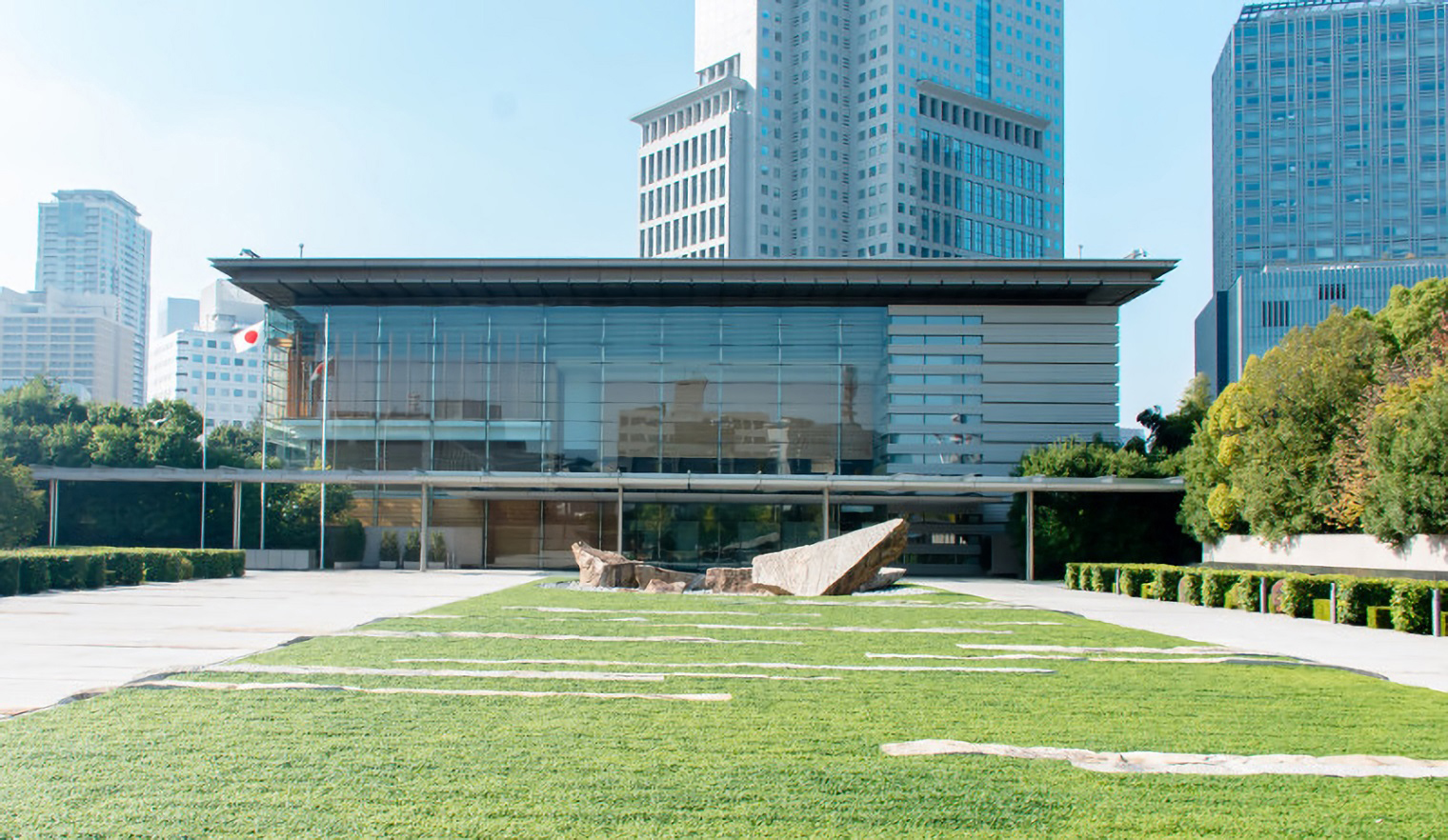
نمای شرقی اقامتگاه رسمی جدید
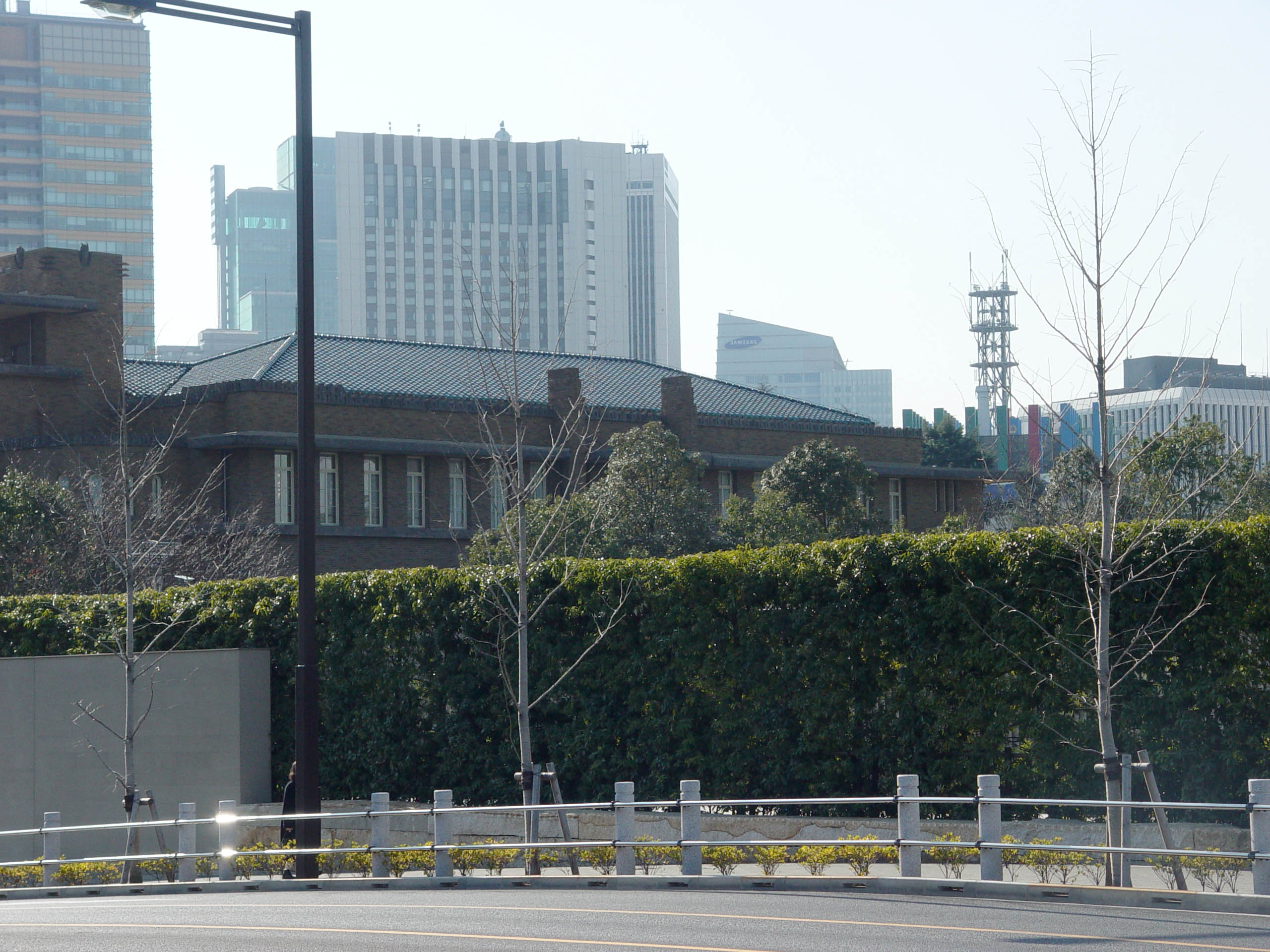
محل مسکونی نخست‌وزیر
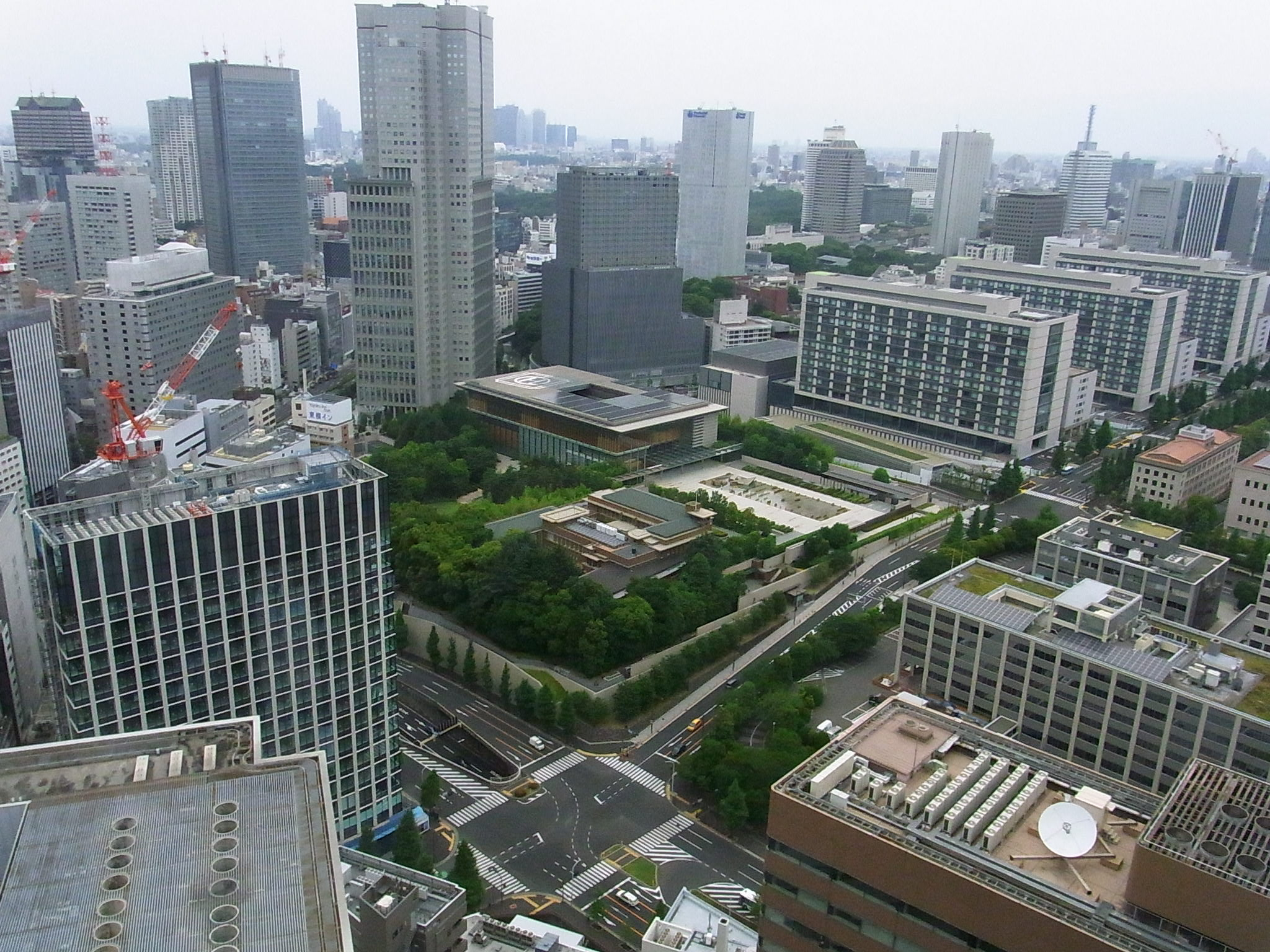
محل اقامت رسمی از ساختمان ساختمان کاسومیگاسکی (۲۰ ژوئن ۲۰۱۰)
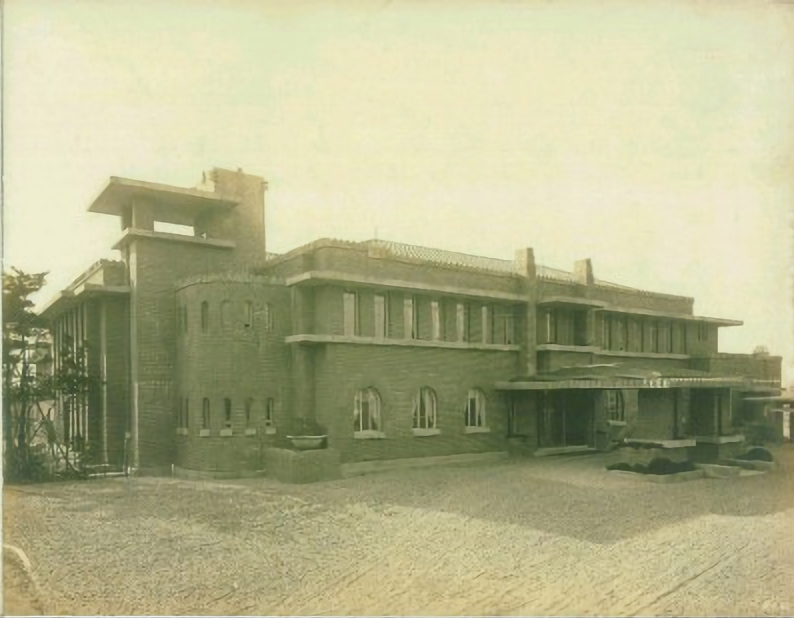
محل اقامت قدیمی در سال اتمام آن ، ۱۹۲۹

## یادداشت
1. ↑  部局課名・官職名英訳名称一覧 Names of Government Organizations and Positions, June 9, 2008.
2. ↑  "Overview of the Prime Minister's Official Residence". Cabinet Secretariat of Japan. Retrieved 2009-05-29.
3. ↑  "Support staff at Kantei". Cabinet Secretariat of Japan. Retrieved 2009-05-29.